# 바티칸 시국 위원회

휘장

바티칸 시국 교황 위원회(이탈리아어: Pontificia Commissione per lo Stato della Città del Vaticano, 라틴어: Pontificia Commissio pro Civitate Vaticana)는 바티칸 시국의 입법부이다. 바티칸 시국 위원장과 추기경 여섯 명으로 구성된다. 교황에 의해 임명되며, 임기는 5년이다.
교황 위원회는 1939년 교황 비오 12세에 의해 처음 설립되었다. 위원회가 발의한 법안과 규정은 국무원을 거쳐 교황에게 반드시 전달되며, 그 이후에 대중에 공포되어 효력을 얻게 된다. 이렇게 위원회가 제정한 법과 규정, 지시 등은 <사도좌공보> (Acta Apostolicae Sedis)에 게재된다.

## 의장

### 바티칸 시국 행정부장관
| 대수 | 사진 | 이름 (생몰년도) 국적                               | 임기                                | 임명권자 (교황) |
| ---- | ---- | -------------------------------------------------- | ----------------------------------- | --------------- |
| 1    |      | 니콜라 카날리 (1874–1961) 이탈리아                 | 1939년 3월 20일 ~ 1961년 8월 3일    | 비오 12세       |
| 2    |      | 암레토 조반니 치코냐니 (1883–1973) 이탈리아        | 1961년 8월 12일 ~ 1969년 4월 30일   | 요한 23세       |
| 3    |      | 장마리 빌로 (1905–1979) 프랑스                     | 1969년 5월 2일 ~ 1979년 3월 9일     | 바오로 6세      |
| 4    |      | 아고스티노 카사롤리 (1914–1998) 이탈리아           | 1979년 4월 28일 ~ 1984년 4월 8일    | 요한 바오로 2세 |
| 5    |      | 세바스티아노 바조 (1913–1993) 이탈리아             | 1984년 4월 8일 ~ 1990년 10월 31일   | 요한 바오로 2세 |
| 6    |      | 로살리노 호세 카스티요 라라 (1922–2007) 베네수엘라 | 1990년 10월 31일 ~ 1997년 10월 14일 | 요한 바오로 2세 |
| 7    |      | 에드문드 쇼카 (1927–2014) 미국                     | 1997년 10월 14일 ~ 2006년 9월 15일  | 요한 바오로 2세 |
| 8    |      | 조반니 라욜로 (1935–) 이탈리아                     | 2006년 9월 15일 ~ 2011년 10월 1일   | 베네딕토 16세   |
| 9    |      | 주세페 베르텔로 (1942–) 이탈리아                   | 2011년 10월 1일 ~ 2021년 10월 1일   | 베네딕토 16세   |
| 10   |      | 페르난도 베르헤스 알사가 (1945-) 스페인            | 2021년 10월 1일 ~ 2025년 3월 1일    | 프란치스코      |
| 11   |      | 라파엘라 페트리니 (1969-) 이탈리아                 | 2025년 3월 1일 ~                    | 프란치스코      |